# Ernesto Neyra
Ernesto Milagro Ricardo Neyra Llamosas (Camaná, 18 de octubre de 1952) es un exfutbolista peruano que jugaba como delantero. Actualmente tiene 72 años.
Es hermano del exfutbolista Genaro Neyra, quien también se desempeñaba como delantero.

## Trayectoria
Desde juvenil se desempañaba como delantero, debutó profesionalmente a los 22 años en el Alfonso Ugarte de la Primera División del Perú. Luego posó con camisetas como el FBC Melgar, Universitario de Deportes, CNI, clubes donde brilló y se cansó de hacer goles.
Es uno de los máximos ídolos del FBC Melgar, donde cumplió sus mejores campañas logrando el histórico título del Campeonato Descentralizado 1981 y participar en las  Copas Libertadores de 1982 y 1984.
Cuando Ernesto Neyra, llegó al FBC Melgar en 1981, Máximo Carrasco lo recibió con los brazos abiertos. Neyra, llegó después de su frustrado pase a Vasco da Gama. El delantero asegura que uno de los éxitos del equipo, fue que el entrenador supo armar un buen grupo. ‘Repatrió’ a jugadores como Raúl Obando, Víctor Gutiérrez, Fredy Bustamante, entre otros. Era un equipo en su mayoría integrado por arequipeños.
Fue parte de una preselección peruana en el año 1976, donde llegó a jugar un par de amistosos pero no llegó a tener minutos oficialmente en un torneo internacional.

## Clubes
| Club                      | País | Año       |
| ------------------------- | ---- | --------- |
| Alfonso Ugarte            | Perú | 1974-1978 |
| Universitario de Deportes | Perú | 1979-1980 |
| FBC Melgar                | Perú | 1981-1982 |
| CNI de Iquitos            | Perú | 1983      |
| FBC Melgar                | Perú | 1984-1985 |
| Octavio Espinosa          | Perú | 1986      |

## Palmarés
| Título                    | Club          | País | Año  |
| ------------------------- | ------------- | ---- | ---- |
| Primera División del Perú | F.B.C. Melgar | Perú | 1981 |